# Cantharis paludosa
Cantharis paludosa (лат.) — вид жуков-мягкотелок. 

## Описание
Длина тела взрослых насекомых (имаго) 4,5—6 мм. Переднеспинка полностью чёрная, иногда бока буроватые. Ноги черные. Обитает на болотах и торфяных лугах и топях, реже на лесных полянах и опушках. 

## Распространение
Встречается с Северной и Центральной Европе, в Западной  (Ханты-Мансийский АО) и Восточной Сибири (Иркутская область, Красноярский и Алтайский край).